# Tornavento
Tornavento is een plaats (frazione) in de Italiaanse gemeente Lonate Pozzolo.